# Mixi
Mixi (ミクシィ?, Mikushī) è un social network giapponese.

## Descrizione
Mixi è una comunità virtuale dove si possono incontrare nuove persone con interessi comuni. Gli utenti possono scambiarsi messaggi, scrivere un proprio diario, leggere e commentare i diari degli altri, organizzare e partecipare ad altre comunità ed invitare gli utenti di queste.
Mixi era prima un sito "a invito", ovvero era necessario che un utente invitasse un secondo utente per potersi registrare.
Nato nel febbraio del 2004, al marzo 2012 gli iscritti erano più di 39 milioni e le community quasi 2 milioni.
- La parola "Mixi" è una combinazione delle parole inglesi mix e I, in riferimento all'idea che un utente "I" si 'mischia' ("mix") con altri utenti tramite il servizio.
- Una comunità è un luogo dove la gente può condividere le proprie opinioni attraverso un forum su Internet ed un mezzo per esprimere i propri gusti e hobby.
- Una impronta (ashiato (足あと?)) è una funzione che permette ad un utente di vedere chi ha visitato la propria pagina.
- Batara Eto è stato l'unico sviluppatore all'inizio del social networking site.
- Mixi adotta l'open source e diverse centinaia di server MySQL.
- "Mixi Station", è un programma client, implementato nel giugno 2006, che rileva le canzoni che possono essere suonate con iTunes o Windows Media Player e le scarica automaticamente in una lista comune accessibile nella sezione "Music". Dal luglio dello stesso anno, è stato implementato un plugin per Winamp, subito reso ufficiale da Mixi.
- "Mixi tsukare", è uno stato psicologico della gioventù giapponese, che fa avvertire un senso di stanchezza nell'usare Mixi e, quindi, un desiderio di interrompere il suo utilizzo e di chiudere l'account.